# Rudolf Lückmann
Rudolf Lückmann (ur. 27 września 1958) – niemiecki inżynier i architekt, specjalista z zakresu ochrony zabytków; wykładowca akademicki, profesor Hochschule Anhalt w Dessau i Halle, a także prorektor tej uczelni; rzeczoznawca i autor licznych publikacji.

## Życiorys
Studiował na RWTH Aachen. Następnie architekt przy katedrze w Kolonii. Diecezjalny mistrz budowlany Rottenburg-Stuttgart, zarządca komisaryczny biskupiego urzędu budowlanego. Członek zarządu stowarzyszenia "bauhaus dessau" e.V. przez dwie kadencje.
Od 1993 profesor Hochschule Anhalt w kraju związkowym Saksonia-Anhalt.
Od 1994 współwłaściciel biura architektonicznego Architekturbüro Lückmann & Partner w Dessau, od 2005 pod nazwą Architekturbüro Lückmann GmbH. Od 2001 rzeczoznawca Ministerstwa Nauki RFN przy planach badawczych z zakresu ochrony zabytków.
W 2002 został dziekanem zastępując prof. Helmuta Strehla. Od 1 września 2002 prorektor Hochschule Anhalt ds. naukowych i współpracy międzynarodowej oraz rzecznik tejże uczelni.

## Publikacje
- Passivhäuser – Schulen und Kindergärten: Musterprojekte, Konstruktionsdetails, Kennwerte, Weka Media GmbH & Co. KG, 2012.
- Passivhäuser: energieeffiziente Baudetails, Medienservice Architektur und Bauwesen, 2009.
- Holzbau: energieeffiziente Baudetails, Weka Media GmbH, 2009.
- Baudetail-Atlas: energieeffiziente Gebäude: energiesparende Konstruktionsdetails nach aktueller EnEV ; innovative Lösungen und aktuelle Kennwerte von ausgewählten Projekten, Weka, 2007.
- Bauhistorische Untersuchungen an barocken Gebäuden in Weißenfels, Gropius-Institut Dessau e.V., Dessau 2005.
- Bauhistorische Untersuchungen an der Hofstelle Friedensstraße 12 in Großgrimma, Gropius-Institut Dessau e.V., Dessau 2003.
- Vennhäuser, Neusser Druckerei und Verlag, 1991.
- Vennhäuser als Objekte der Denkmalpflege, Rheinischer Verein für Denkmalpflege und Landschaftsschutz, 1990.